# Franz Bock (Kunsthistoriker, 1876)
Constans Franz Bock (* 4. März 1876 in Herford; † 15. Januar 1944 in Darmstadt) war ein deutscher Kunsthistoriker.

## Leben und Wirken
Franz Bock, Sohn des Rechtsanwalts Adolf Bock, lebte seit 1879 in Bielefeld und besuchte dort seit 1886 das humanistische Gymnasium. Ostern 1895 begann er am Polytechnikum München mit einem Architekturstudium, wechselte aber schon im Herbst 1895 zum Studium der Kunstgeschichte an die Universität München. Danach studierte er an den Universitäten Heidelberg (Sommersemester 1896 bis Wintersemester 1896/97), Berlin (Sommersemester 1897 bis Wintersemester 1897/98) und Göttingen (Sommersemester 1898) Kunstgeschichte und wurde er am 30. November 1899 an der Universität Göttingen promoviert (Datum der Promotionsurkunde 18. Mai 1900). Am 27. April 1904 habilitierte er sich an der Universität Marburg für neuere Kunstgeschichte. Am 24. Juni 1909 wurde ihm der Titel Professor verliehen, von 1909 bis 1913 war er vertretungsweise Direktor der Sammlung für neuere Kunstgeschichte (= Seminar für Kunstgeschichte) an der Universität Marburg. Zum 20. Oktober 1913 wurde er Professor für Kunstgeschichte an der Königlichen Akademie Posen und war von 1917 bis 1919 deren Rektor.
1919 wurde er bei der Auflösung der Akademie durch die Polen vertrieben und wurde daraufhin zum 1. Oktober 1920 Dozent für Kunstgewerbe, dekorative Kunst, Stillehre und Kulturgeschichte an der Technischen Hochschule Berlin, zum 1. April 1921 wurde er dort zum etatmäßigen ao. Professor ernannt: Im Wintersemester 1941/42 wurde er emeritiert und mit der Würde eines Ehrensenators der TH Berlin geehrt. Letztmals erscheint sein Name im Vorlesungsverzeichnis des Wintersemesters 1943/44.

## Veröffentlichungen
- Memlings Jugendwerke. Dissertation. Universität Göttingen 1900. Schaub, Düsseldorf 1900.
  - erweiterte Druckfassung: Memling-Studien. Schaub, Düsseldorf 1900
- Die Werke des Mathias Grünewald. Heitz, Straßburg 1904.
- Bismarck in der bildenden Kunst. Eulitz, Lissa i. P. 1915.
- Krieg und Kultur. Ostdeutsche Buchdruckerei und Verlagsanstalt, Posen 1917.
- Die Wiesenkirche in Soest. Niedersächsisches Bildarchiv, Wiesenhausen 1929.
- Die germanische Gothik. Lehmanns, München 1932.

## Belege
1. ↑  Standesamt Darmstadt: Sterberegister. Nr. 104/1944.

| Personendaten    | Personendaten                             |
| ---------------- | ----------------------------------------- |
| NAME             | Bock, Franz                               |
| ALTERNATIVNAMEN  | Bock, Constans Franz (vollständiger Name) |
| KURZBESCHREIBUNG | deutscher Kunsthistoriker                 |
| GEBURTSDATUM     | 4. März 1876                              |
| GEBURTSORT       | Herford                                   |
| STERBEDATUM      | 15. Januar 1944                           |
| STERBEORT        | Darmstadt                                 |